# Parallorhogas pacificus
Parallorhogas pacificus är en stekelart som beskrevs av Sergey A. Belokobylskij och Maeto 2006. Parallorhogas pacificus ingår i släktet Parallorhogas och familjen bracksteklar. Utöver nominatformen finns också underarten P. p. micronesianus.